# Zita Hanrot
Zita Hanrot (ur. 1 stycznia 1990 w Marsylii) – francuska aktorka. Zdobyła nagrodę Cezara dla najbardziej obiecującej aktorki w 2016 roku za rolę w filmie Fatima.  
Jej matka pochodzi z Jamajki, ojciec zaś jest Francuzem. Krótko studiowała historię sztuki przed zapisaniem się w 2011 roku do Conservatoire national supérieur d’art dramatique, francuskiej narodowej akademii teatralnej z siedzibą w Paryżu; ukończyła tę szkołę w 2014 r. Zita pojawiła się w reklamach takich jak kampania armii francuskiej (2006) u boku francuskiego aktora Karla E. Landlera. Jako inspirację podała aktorkę Béatrice Dalle, szczególnie jej rolę w filmie Betty Blue z 1986 r.
Pierwsza rola filmowa Hanrot miała miejsce w 2012 roku w komedii Radiostars w reżyserii Romaina Lévy’ego, w którym gra młodszą siostrę Manu Payeta. Następnie zagrała drobne role w The New Girlfriend (2013) i Eden (2014). Jej przełomowym filmem byłą Fatima (2015), za którą otrzymała nagrodę Cezara dla najbardziej obiecującej aktorki. W filmie w reżyserii Philippe’a Faucona zagrała Nesrine, studentkę medycyny i córkę północnoafrykańskiego imigranta, zdeterminowaną, by poprawić swoją pozycję życiową.
Jej brat, Idrissa Hanrot, jest również aktorem, występował m.in. w filmie „Five” w 2016 roku.